# Port lotniczy Bergamo-Orio al Serio
Port lotniczy Bergamo-Orio al Serio (wł.: Aeroporto di Bergamo-Orio al Serio, ang.: Orio al Serio International Airport, IATA: BGY, ICAO LIME) – międzynarodowe lotnisko w Bergamo-Orio al Serio, położony około 50 km od centrum Mediolanu. Jest drugim portem lotniczym Mediolanu pod względem ruchu pasażerskiego, po lotnisku Malpensa (24,7 mln) oraz przed portem lotniczym Linate (9,2 mln), wyspecjalizowanym w obsłudze tanich przewoźników lotniczych.
Z lotniska do dworca kolejowego Milano Centrale można dostać się autobusem.
Od 23 marca 2011 lotnisko nosi imię Caravaggia.

## Linie lotnicze i kierunki lotów
| Linia Lotnicza              | Kierunek |
| --------------------------- | --- |
| AeroItalia                  | 1. Bacău 2. Perugia 3. Rzym-Fiumicino Sezonowo: 1. Katania 2. Comiso 3. Heraklion 4. Karpatos 5. Lampedusa 6. Mykonos 7. Olbia 8. Zakintos |
| Air Arabia                  | 1. Aleksandria 2. Kair 3. Casablanca 4. Szardża |
| Air Nostrum                 | Sezonowe czartery: 1. Palma de Mallorca |
| AlbaStar                    | Sezonowo: 1. Fuerteventura 2. Lourdes 3. Sal Sezonowe czartery: 1. Marsa Alam 2. Szarm el-Szejk |
| AlMasria Universal Airlines | Sezonowo: 1. Kair |
| AnadoluJet                  | Sezonowo: 1. Stambuł-Sabiha Gökçen |
| Cabo Verde Airlines         | 1. Sal |
| Dan Air                     | 1. Bacău (od 1 kwietnia 2024) |
| EasyJet                     | 1. Amsterdam 2. Lizbona 3. Londyn-Gatwick 4. Paryż-Charles de Gaulle Sezonowo: 1. Olbia |
| Eurowings                   | 1. Düsseldorf |
| Flydubai                    | 1. Dubaj |
| Georgian Airways            | Sezonowo: 1. Tbilisi |
| HiSky                       | 1. Kiszyniów |
| Lumiwings                   | 1. Foggia (od 2 kwietnia 2024) |
| Neos                        | Sezonowo: 1. Katania 2. Heraklion 3. Karpatos 4. Kos 5. Marsa Alam 6. Menorka 7. Rodos 8. Szarm el-Szejk |
| Norwegian Air Shuttle       | Sezonowo: 1. Bergen 2. Kopenhaga (od 31 marca 2024) 3. Helsinki (od 2 czerwca 2024) 4. Oslo-Gardermoen 5. Stavanger (od 21 czerwca 2024) 6. Tromsø |
| Pegasus Airlines            | 1. Stambuł-Sabiha Gökçen |
| Ryanair                     | 1. Agadir 2. Alghero 3. Alicante 4. Amman (do 30 marca 2024) 5. Ateny 6. Barcelona 7. Bari 8. Paryż-Beauvais 9. Belfast-International 10. Berlin 11. Billund 12. Birmingham 13. Bordeaux 14. Bratysława 15. Brindisi 16. Bristol 17. Brno 18. Bukareszt 19. Budapeszt 20. Cagliari 21. Katania 22. Bruksela-Charleroi 23. Kluż-Napoka 24. Kolonia/Bonn 25. Kopenhaga 26. Crotone 27. Dublin 28. East Midlands 29. Edynburg 30. Eindhoven 31. Faro 32. Fez 33. Fuerteventura 34. Gdańsk 35. Göteborg 36. Gran Canaria 37. Frankfurt-Hahn 38. Hamburg 39. Helsinki 40. Jassy 41. Katowice 42. Kowno 43. Kraków 44. Lamezia Terme 45. Lanzarote 46. Lappeenranta 47. Lizbona 48. Liverpool 49. Londyn-Stansted 50. Lourdes 51. Lublin 52. Luksemburg 53. Madryt 54. Malaga 55. Malta 56. Manchester 57. Marrakesz 58. Marsylia 59. Neapol 60. Newcastle 61. Olbia (od 2 kwietnia 2024) 62. Palermo 63. Palma de Mallorca 64. Pafos 65. Pescara 66. Porto 67. Poznań 68. Praga 69. Ryga 70. Oslo-Torp 71. Santander 72. Santiago de Compostela 73. Sarajewo (od 31 marca 2024) 74. Sewilla 75. Sofia 76. Sztokholm-Arlanda 77. Tallinn 78. Tanger 79. Tel Awiw 80. Teneryfa-Południe 81. Saloniki 82. Tirana 83. Tuluza 84. Trapani 85. Walencja 86. Wiedeń 87. Wilno 88. Vitoria 89. Warszawa-Modlin 90. Wrocław 91. Zagrzeb 92. Saragossa Sezonowo: 1. Bani Mallal (od 1 czerwca 2024) 2. Biarritz (od 3 czerwca 2024) 3. Castellón (od 31 marca 2024) 4. Chania 5. Korfu 6. Cork 7. Dubrownik (od 2 kwietnia 2024) 8. Heraklion 9. Ibiza 10. Kalamata 11. Karlsruhe/Baden-Baden 12. Kefalonia 13. Knock 14. Kos 15. Łódź 16. Preweza 17. Rodos 18. Rovaniemi 19. Santorini 20. Skiathos (od 1 kwietnia 2024) 21. Weeze 22. Zadar 23. Zakintos |
| Southwind Airlines          | Sezonowe czartery: 1. Antalya |
| SpiceJet                    | Sezonowo: 1. Amritsar |
| Transavia.com               | Sezonowo: 1. Rotterdam |
| TUI fly Belgium             | Sezonowo: 1. Casablanca |
| Volotea                     | 1. Asturia Sezonowo: 1. Lampedusa 2. Lyon 3. Nantes 4. Olbia 5. Pantelleria |
| Vueling Airlines            | 1. Paryż-Orly |
| Wizz Air                    | 1. Belgrad 2. Bukareszt 3. Kluż-Napoka 4. Krajowa 5. Jassy 6. Sofia 7. Tel Awiw (powrót od 31 marca 2024) 8. Timișoara 9. Tirana 10. Warszawa-Okęcie |

### Linie lotnicze cargo
| Linia Lotnicza | Kierunek        |
| -------------- | --------------- |
| UPS Airlines   | 1. Kolonia/Bonn |